# Porto di Maratea
Il porto di Maratea è la struttura portuale del comune di Maratea, situato alle falde occidentali del monte San Biagio, nei pressi della frazione omonima. È un rinomato approdo turistico del Golfo di Policastro.
Quello marateota è stato anche il primo porto italiano ad essere capitanato da una donna.

## Caratteristiche
La struttura portuale comprende due grandi moli, piegati ad angolo acuto verso la costa. Il disegno originale prevedeva un solo grande molo (quello settentrionale) e un altro molto piccolo, che separava la zona portuale da un lido balneare. Negli anni '70 fu ingrandito con un nuovo molo, che chiuse completamente il lido e ingrandì la capienza.
Il porto offre servizi di raccolta dei rifiuti solidi urbani, stoccaggio oli esausti e di batterie, alaggio e varo con grù fissa e travel lift, idropulitura carena e applicazione antivegetativa hi performance, sabbiatura, carena con macchina tecno suplly, locazione unità da diporto, lavanderia, servizio sub, docce e servizi igienici.

## Storia
Il nome Porto è presente a Maratea almeno dal XVIII secolo. In questo periodo non esisteva una struttura portuale, ma solo un approdo, malsicuro nella stagione invernale.
Nel 1962 venne completato il primo lotto per la costruzione del moderno porto. Nel 1987 subì gravissimi danni a causa di una violenta mareggiata, forza 7-8, durata tre giorni.